# Wartość bieżąca netto
Wartość bieżąca netto (ang. net present value, NPV, także: wartość zaktualizowana netto, wartość obecna netto, wartość teraźniejsza netto) – metoda oceny efektywności ekonomicznej inwestycji rzeczowej oraz wskaźnik wyznaczony na podstawie tej metody.
Słowo „netto” w nazwie oznacza, że metoda (wskaźnik) uwzględnia zarówno korzyści, jak i nakłady potrzebne do realizacji inwestycji.
Jako metoda – NPV należy do kategorii metod dynamicznych i jest oparta na analizie zdyskontowanych przepływów pieniężnych przy podanej stopie dyskonta.
Jako wskaźnik – NPV stanowi różnicę pomiędzy zdyskontowanymi przepływami pieniężnymi a nakładami początkowymi i jest dany wzorem:
{\displaystyle NPV=\sum _{t=1}^{n}{\frac {CF_{t}}{(1+r)^{t}}}-I_{0}}
gdzie:
{\displaystyle NPV} – wartość bieżąca netto,
{\displaystyle CF_{t}} – przepływy gotówkowe (netto) w okresie t,
{\displaystyle r} – stopa dyskonta,
{\displaystyle I_{0}} – nakłady początkowe,
{\displaystyle t} – kolejne okresy (najczęściej lata) eksploatacji inwestycji

## Interpretacja
Wartość wskaźnika NPV może być interpretowana jako:
- nadwyżka zaktualizowanych przychodów netto nad poniesionymi nakładami początkowymi lub równoważnie:
- nadwyżka zaktualizowanego zysku netto nad alternatywnym zyskiem z inwestycji o wewnętrznej stopie zwrotu równej przyjętej stopie dyskonta
- wzrost zamożności inwestora wynikający z realizacji inwestycji z uwzględnieniem zmian wartości pieniądza w czasie.

W takim ujęciu NPV daje jednoznaczne przesłanki w zakresie decyzji inwestycyjnych. Zgodnie z tymi przesłankami inwestycja jest akceptowana, jeżeli jej NPV{\displaystyle \geqslant 0} oraz odrzucana, gdy NPV<0.

## Zależności
Istnieje odwrotna, lecz nieliniowa zależność pomiędzy wysokością przyjętej stopy dyskonta a wartością wskaźnika NPV: wraz ze wzrostem przyjętej stopy dyskonta wartość wskaźnika NPV danej inwestycji spada (dla typowych przepływów pieniężnych), co ma wpływ na ocenę rentowności inwestycji i ewentualną decyzję, co do jej realizacji.
Dla danej inwestycji (o typowych przepływach pieniężnych) zachodzą także następujące zależności:
- jeżeli stopa dyskonta > IRR, to NPV<0
- jeżeli stopa dyskonta = IRR, to NPV=0
- jeżeli stopa dyskonta < IRR, to NPV>0.

## Zalety
- uwzględnia zmianę wartości pieniądza w czasie
- uwzględnia całość przepływów pieniężnych związanych z inwestycją
- mierzy wzrost zamożności inwestora z uwzględnieniem zmian wartości pieniądza w czasie
- zapewnia porównywalność inwestycji
- umożliwia łatwą agregację inwestycji (wartość NPV portfela inwestycyjnego jest równa sumie wartości NPV inwestycji wchodzących w jego skład).

## Wady
- subiektywizm przy przyjmowaniu stopy dyskonta
- pominięcie czynników jakościowych
- nie uwzględnia ryzyka związanego z inwestycją

## Przykład zastosowania

### Przykład podstawowy
Dana jest inwestycja, generująca w kolejnych okresach (latach) przychody i koszty, jak w poniższej tabeli (wartości w PLN):
| Okres | Przychody | Koszty |
| ----- | --------- | ------ |
| 1     | 2.000     | 1.000  |
| 2     | 6.000     | 1.000  |
| 3     | 8.000     | 1.000  |
| 4     | 4.000     | 1.000  |
| 5     | 2.000     | 1.000  |

Nakłady początkowe, które ponoszone są w okresie {\displaystyle t_{0}} są równe {\displaystyle I_{0}=10\ 000.} Przyjęto stopę dyskonta na poziomie {\displaystyle r=10\%.}
- Dla każdego okresu oblicza się przepływy gotówkowe {\displaystyle CF_{t},} równe przychodom, pomniejszonym o koszty ({\displaystyle CF} z ang. cash flow – przepływ gotówki)
- Dla każdego okresu oblicza się współczynnik dyskontowy zgodnie ze wzorem:

{\displaystyle d_{t}={\frac {1}{(1+r)^{t}}}}
```
Okres CF d
  1 1.000 0,9091
  2 5.000 0,8264
  3 7.000 0,7513
  4 3.000 0,6830
  5 1.000 0,6209
```

Współczynnik dyskontowy dla danego okresu jest traktowany podobnie jak waga przy liczeniu średniej ważonej, z tą różnicą, że w przypadku NPV jest to „suma ważona”. Można także powiedzieć, że poprzez współczynnik dyskontowy wyliczamy tę wartość gotówki, którą musimy odłożyć dzisiaj w banku na procent równy stopie dyskonta tak aby otrzymać zakładane – odpowiednie przychody w przyszłych okresach.
Zgodnie z tą przesłanką dalszym etapem jest zdyskontowanie przepływów pieniężnych poprzez pomnożenie wartości przepływów pieniężnych z danego okresu przez wartość współczynnika dyskontowego (wyniki w kolumnie dCF poniższej tabeli), a następnie zsumowanie wartości tej kolumny.
```
Okres CF d dCF
  1 1.000 0,9091 909,10
  2 5.000 0,8264 4.132,00
  3 7.000 0,7513 5.259,10
  4 3.000 0,6830 2.049,00
  5 1.000 0,6209 620,90
                        ---------
                        12.970,10
```

Suma zdyskontowanych przepływów pieniężnych {\displaystyle dCF=12\ 970{,}10.} Pomniejszając tę wartość o nakłady początkowe {\displaystyle I_{0}=10\ 000,} otrzymujemy wartość {\displaystyle NPV=2970{,}10.}
W związku z tym, że NPV>0 inwestycja może być zaakceptowana do realizacji, ponieważ poza zwrotem nakładów początkowych przyniesie dodatkowo 2970,10 PLN zysku z uwzględnieniem zmiany wartości pieniądza w czasie.

### Przykład alternatywny
Rozważono inwestycję identyczną jak w poprzednim przykładzie, lecz tym razem przyjęto stopę dyskonta na poziomie {\displaystyle r=25\%.} Wartość przepływów pieniężnych w poszczególnych okresach (kolumna CF) się nie zmieni, lecz zmienią się wartości współczynników dyskontowych (kolumna d). W związku z tym, zmianie ulegną również wartości zdyskontowanych przepływów pieniężnych (kolumna dCF). Wyniki w poniższej tabeli:
```
Okres CF d dCF
  1 1.000 0,8000 800,00
  2 5.000 0,6400 3.200,00
  3 7.000 0,5120 3.584,00
  4 3.000 0,4096 1.228,80
  5 1.000 0,3277 327,00
                        ---------
                         9.139,80
```

Suma zdyskontowanych przepływów pieniężnych w tym przykładzie wynosi {\displaystyle dCF=9139{,}80.} Pomniejszając tę wartość o nakłady początkowe {\displaystyle I_{0}=10\ 000,} otrzymujemy wartość {\displaystyle NPV=-860{,}20.}
Jak widać wzrost wartości stopy dyskonta z {\displaystyle r=10\%} do {\displaystyle r=25\%} spowodował spadek wartości wskaźnika NPV poniżej zera. Dla tak przyjętej stopy dyskonta inwestycja nie będzie zaakceptowana do realizacji, ponieważ przychody uwzględniające zmianę wartości pieniądza w czasie nie pokryją nakładów początkowych poniesionych na inicjację inwestycji.
Przykład ten obrazuje wagę właściwego przyjęcia poziomu stopy dyskonta, gdyż ma ona kardynalny wpływ na wartość wskaźnika NPV i tym samym na decyzje inwestycyjne.